# Каталог Вольфа
Каталог Вольфа — астрономический каталог, опубликованный немецким астрономом Максом Вольфом в 1919 г. Каталог содержал более тысячи звезд с указанием их положения и собственного движения. В дальнейшем каталог был дополнен, и число звезд в нём превысило 1500. Обозначение звезд в каталоге — номерное с префиксом Wolf (пример — Вольф 359).